# Lebanon (Maine)
Lebanon – miasto w Stanach Zjednoczonych, w stanie Maine, w hrabstwie York.